# C+C Music Factory
C+C Music Factory es un grupo Pop/Dance y hip hop estadounidense formado en 1989 por David Cole y Robert Clivillés. La banda dejó de grabar en 1995, tras la muerte de Cole. En 2010, el grupo volvió a formarse con Eric Kupper sustituyendo a Cole. 
C+C Music Factory llegó a conseguir un total de 35 premios de la industria de la música en todo el mundo, entre ellos cinco premios Billboard, cinco Premios American Music, y dos MTV Video Music Awards.

## Descripción
En su origen, C+C Music Factory estaba formado principalmente por los productores Robert Clivillés y  David Cole. Las vocalistas variaban según cada proyecto en particular. En contra de lo que se suele creer sobre que el nombre del grupo se deriva de las primeras letras de los apellidos de Clivillés y Cole, "C+C" significa "cookies & Cream (Galletas y Crema)", el helado favorito del dúo. En 2010, Eric Kupper reemplazó a Cole (quien murió en 1995). 

## Miembros

### Productores
- Robert Clivillés
- David B. Cole (hasta 1995)
- Eric Kupper (desde 2010)

### Vocalistas
- Zelma Davis
- Martha Wash
- Freedom Williams
- Deborah Cooper

## Historia

### Orígenes
Antes de formar C+C Music Factory, Robert Clivillés y David Cole formaban parte de los grupos  2 Puerto Ricans, a Blackman, and a Dominican y The 28th Street Crew a finales de la década de 1980. En 1990 Clivillés y Cole lanzaron un sencillo, presentando al que más tarde sería rapero de C+C Music Factory, Freedom Williams, llamado "Get Dumb! (Free your Body)". La canción cuenta con una muestra destacada de la canción "The Music Got Me", de Boyd Jarvis (1983). Dicha muestra se tomó sin el permiso de Jarvis, lo que dio lugar a una demanda en contra de Cole y Clivillés. 

### Creación y éxito
En 1989 Clivillés y Cole contrataron a las vocalistas Zelma Davis y Martha Wash y al rapero Freedom Williams para todas las canciones de Gonna Make You Sweat, el primer álbum del grupo. En 1990 alcanzó el puesto n.º 2 en el Billboard 200, n.º 11 en la lista de R&B, y fue 5 veces disco de platino.
Los cuatro sencillos de su álbum debut alcanzaron el número 1 en el Billboard Dance/Club y los cuatro fueron también éxitos de Pop y R&B. El primer sencillo, "Gonna Make You Sweat", alcanzó el número 1 en el Billboard Hot 100 y en la lista de sencillos de R&B (y el n.º 2 en España según la AFYVE). El cuarto y último sencillo de su álbum debut, "Just a Touch of Love", aparece en la película Sister Act. El álbum contenía dos sencillos que también fueron Top 5; "Here We Go (Let's Rock & Roll)" alcanzó el número 3 en la lista Hot 100 de Billboard (y el n.º 4 en España), y "Things That Make You Go Hmmm" alcanzó el número 4 en el Billboard.
En 1992, tuvieron otro éxito n.º 1 en Dance/Club con la canción "Keep It Comin (Dance Till You Can't Dance No More)"; con el rapero Q-Unique y la vocalista Deborah Cooper.

## Discografía

### Álbumes de estudio
- 1990: Gonna Make You Sweat
- 1994: Anything Goes!
- 1995: C+C Music Factory

### Sencillos
- 1990: "Gonna Make You Sweat (Everybody Dance Now)"
- 1991: "Here We Go (Let's Rock & Roll)" · "Things That Make You Go Hmmm..." · "Just a Touch of Love"
- 1994: "Do You Wanna Get Funky" · "Take a Toke"
- 1995: "I Found Love" · "I'll Always Be Around"

- Datos: Q1024639